# Марселу Рибелу ди Соза
Марселу Нуну Дуарти Рибелу ди Соза (на португалски: Marcelo Nuno Duarte Rebelo de Sousa, [mɐɾˈsɛlu ˈnunu ˈdwaɾtɨ ʁɨˈbelu dɨ ˈsozɐ]) е португалски политик от Социалдемократическата партия.
Роден е на 12 декември 1948 година в Лисабон в семейството на лекаря и политик Балтазар Рибелу ди Соза. Завършва право в Лисабонския университет където по-късно преподава, става популярен като журналист и политически коментатор. През 1982 – 1983 година е министър по парламентарните въпроси, а през 1996 – 1999 година оглавява Социалдемократическата партия.
През януари 2016 година е избран за президент и встъпва в длъжност на 9 март.